# Юта фон Изенбург-Лимбург
Юта фон Изенбург-Лимбург (на немски: Jutte von Isenburg-Limburg; † сл. 1335) е графиня от Изенбург-Лимбург и чрез женитба графиня на Лайнинген-Дагсбург.
Тя е дъщеря на граф Йохан I фон Изенбург-Лимбург († 1312) и втората му съпруга Уда фон Равенсберг († 1313), дъщеря на граф Ото III фон Равенсберг († 1306) и Хедвиг фон Липе († 1315).
Нейната леля Имагина († 1318) е от ок. 1270 г. съпруга на немския крал Адолф фон Насау († 1298).

## Фамилия
Юта фон Изенбург-Лимбург се омъжва за граф Фридрих VI фон Лайнинген-Дагсбург (ок. 1294 – 1342), единственият син на граф Фридрих V фон Лайнинген († 1327), господар на Дагсбург-Ормес, и първата му съпруга София фон Фрайбург († 1335). Те имат децата:
- Фридрих VII († 1377/1378), женен 1353 г. за Йоланда дьо Блоа-Шатийон († 1363)
- Фридрих VIII († 1397), женен I. за Катерине де Грандпрé, II. пр. 3 ноември 1348 г. за Йоланта фон Бергхайм, графиня на Юлих († 1387)
- Емих († 1379)
- Елизабет († 1345), омъжена 1344 г. за рауграф Вилхелм фон Щолценберг († 1358), син на рауграф Георг II фон Щолценберг-Зимерн († 1350) и Маргарета фон Катценелнбоген († 1336)
- Имагина († 1408), омъжена за Филип VII фон Боланден († пр. 1376), син на Ото I фон Боланден († 1327) и Лорета рауграфиня цу Щолценберг († 1350)
- Валрам († 1359)
- Йохан, каноник в Страсбург и Шпайер (1331 – 1353)